# Michael Walchhofer
Michael Walchhofer (Radstadt, 1975. április 28.) világbajnok osztrák alpesisíző.
Fő száma a lesiklás, ebben szerezte győzelmei döntő többségét. Első világkupa-győzelme mégis kombinációban volt 2003  januárjában. Ebben az évben világbajnok lett lesiklásban. A 2005-ös világbajnokságon címvédőként bronzérmes lett, szuperóriás-műlesiklásban pedig ezüstérmet szerzett. Első szakági világkupa-győzelmét is ebben az évben szerezte. 2006-ban olimpiai ezüstérmes és ismét szakági vk-győztes lett lesiklásban. Harmadszor a 2009-es szezonban szerzett kristálygömböt lesiklóként. 18-szoros világkupa-futamgyőztes.

## Világkupa-győzelmei

### Versenygyőzelmek
| Dátum              | Helyszín               | Szakág                 |
| ------------------ | ---------------------- | ---------------------- |
| 2003. január 26.   | Kitzbühel              | Kombináció             |
| 2003. november 29. | Lake Louise            | Lesiklás               |
| 2003. december 17. | Val Gardena            | Szuperóriás-műlesiklás |
| 2005. január 15.   | Wengen                 | Lesiklás               |
| 2005. február 18.  | Garmisch-Partenkirchen | Lesiklás               |
| 2005. február 19.  | Garmisch-Partenkirchen | Lesiklás               |
| 2005. december 10. | Val-d’Isère            | Lesiklás               |
| 2005. december 11. | Val-d’Isère            | Szuperkombináció       |
| 2006. január 21.   | Kitzbühel              | Lesiklás               |
| 2006. december 28. | Bormio                 | Lesiklás               |
| 2006. december 29. | Bormio                 | Lesiklás               |
| 2007. november 30. | Beaver Creek           | Lesiklás               |
| 2007. december 15. | Val Gardena            | Lesiklás               |
| 2008. december 20. | Val Gardena            | Lesiklás               |
| 2009. december 12. | Val-d’Isère            | Szuperóriás-műlesiklás |
| 2010. november 27. | Lake Louise            | Lesiklás               |
| 2010. december 17. | Val Gardena            | Szuperóriás-műlesiklás |
| 2010. december 29. | Bormio                 | Lesiklás               |